# Live in London: Babymetal World Tour 2014
Live in London: Babymetal World Tour 2014 (международное название Live in London) — это четвёртый концертный видеоальбом японской каваии-метал группы Babymetal, выпущенный в Японии 20 мая 2015 года под лейблами BMD Fox Records и Toy’s Factory, а в Европе 30 октября 2015 года на earMusic. Он содержит два концерта, которые группа дала в Лондоне в рамках своего первого мирового тура Babymetal World Tour 2014, состоявшиеся 7 июля 2014 года в The Forum и 8 ноября 2014 года в O2 Academy Brixton.

## Предыстория
7 мая 2014 года Babymetal объявили о своём первом мировом турне, названном Babymetal World Tour 2014, с датой начала тура, назначенной в Лондоне, Великобритания, на 7 июля 2014 года в Electric Ballroom. Однако позже, в результате быстрой распродажи билетов, концерт был перенесён на более крупную площадку, расположенную в The Forum. 16 августа 2014 года, после окончания фестиваля Summer Sonic Festival 2014 в Тибе, Япония, группа объявила о дополнительном этапе тура, Babymetal Back to the USA / UK Tour 2014, с одним из двух дополнительных шоу, которое состоится в Лондоне 8 ноября 2014 года в O2 Academy Brixton.
27 февраля 2015 года на своём официальном сайте группа объявила о выпуске видеозаписей двух концертов в форматах 2-х DVD и Blu-ray, а 9 апреля 2015 года было объявлено о включении релиза в эксклюзивный для участников фан-клуба «The One» бокс-сет Babymetal World Tour 2014 Apocalypse. Трейлер «Live in London: Babymetal World Tour 2014» был опубликован в сети 23 апреля 2015 года. Концерт в O2 Academy Brixton был предварительно показан в пяти кинотеатрах Японии 15 мая 2015 года, в то время как дайджест передач регулярно транслировался Yunika Vision на станции Токио и Сейбу-Синдзюку с 11 по 20 мая 2015 года. 14 октября 2015 года группа объявила, что релиз видео в Европе назначен на 30 октября 2015 года.
Альбом также был выпущен в виниловом формате 25 августа 2021 года в честь десятилетнего юбилея группы.

## Содержание
Первый концерт был дан на арене The Forum 7 июля 2014 года. Шоу началось с вступительного ролика в стиле «Звёздных войн», в котором говорилось, что «все металлические дороги ведут в Европу», а затем, начав со вступительного трека «Babymetal Death», участницы группы исполняют остальные песни под аккомпанемент Kami Band, играющих музыку вживую. Вступительный ролик перед исполнением финальной песни «Ijime, Dame, Zettai» озвучен на английском языке, в отличие от предыдущих концертов.
Второй концерт был дан в O2 Academy Brixton 8 ноября 2014 года. На концерте был исполнен аналогичный сет-лист, в котором были представлены истории, связанные с «Лисьим Богом» и другими легендами. В конце выступления группа отметила завершение Metal Resistance Episode II исполнением новой песни «Road of Resistance».

## Реакция
Джош Сако из The Quietus положительно отозвался о выступлении в The Forum, назвав выступление аутентичным и большим, чем «просто эксплуатация» жанра, похвалив коллектив Babymetal за знание жанра, «от разрушительных барабанов до визжащих гитар». Колин Маккуистан из HuffPost положительно отозвался о выступлении в Brixton Academy, заявив, что по сравнению с «потрясающим» выступлением в The Forum, у группы был «более злой, более целеустремлённый характер», и отметив, что большая вместимость зала подходила участникам группы во время их выступления.
Live in London: Babymetal World Tour 2014 занял третье место в еженедельном DVD-чарте Oricon и одновременно возглавил Blu-ray чарт за неделю 1 июня 2015 года, с продажами в первую неделю 5,510 и около 13,000 копий соответственно. Помимо того, что Babymetal возглавили субчарты музыкальных клипов на Blu-ray, они стали первыми артистами, у которых два подряд клипа Blu-ray заняли первое место. После выхода в Великобритании альбом также занял девятое место в чарте Official Charts Company Music Videos за неделю 1 ноября 2015 года.

## Список композиций
| №                   | Название                                           | Текст песни                              | Длительность |
| ------------------- | -------------------------------------------------- | ---------------------------------------- | ------------ |
| 1.                  | «Babymetal Death»                                  | Kitsune of Metal God                     | 7:49         |
| 2.                  | «Iine!» (いいね!)                                  | Nakata Caos Mish-Mosh                    | 4:12         |
| 3.                  | «Uki Uki ★ Midnight» (ウ・キ・ウ・キ★ミッドナイト) | Ryu-metal Fuji-metal Nakata Caos Team-K  | 3:28         |
| 4.                  | «Mischiefs of Metal Gods» (Kami Band instrumental) |                                          | 3:48         |
| 5.                  | «Rondo of Nightmare» (悪夢の輪舞曲)                | Yuyoyuppe                                | 4:25         |
| 6.                  | «Onedari Daisakusen» (おねだり大作戦)              | Nakata Caos Ryu-metal Fuji-metal Team-K  | 3:26         |
| 7.                  | «Catch Me If You Can»                              | Edometal Narasaki                        | 5:59         |
| 8.                  | «Akatsuki» (紅月 -アカツキ-)                       | Nakametal Tsubometal                     | 6:57         |
| 9.                  | «Song 4» (4の歌)                                   | Black Babymetal                          | 4:16         |
| 10.                 | «Megitsune» (メギツネ)                             | Mk-metal Norimetal                       | 5:16         |
| 11.                 | «Doki Doki ☆ Morning» (ド・キ・ド・キ☆モーニング)  | Nakametal Norizō Motonari Murakawa       | 3:46         |
| 12.                 | «Gimme Chocolate!!» (ギミチョコ！！)               | Mk-metal Kxbxmetal Takeshi Ueda          | 6:49         |
| 13.                 | «Headbangeeeeerrrrr!!!!!» (ヘドバンギャー！！)     | Edometal Nakametal Narasaki              | 5:47         |
| 14.                 | «Ijime, Dame, Zettai» (イジメ、ダメ、ゼッタイ)     | Nakametal Tsubometal Kxbxmetal Takemetal | 10:26        |
| Общая длительность: | Общая длительность:                                | Общая длительность:                      | 76:24        |

| №                   | Название                                           | Текст песни                                                           | Длительность |
| ------------------- | -------------------------------------------------- | --------------------------------------------------------------------- | ------------ |
| 1.                  | «Babymetal Death»                                  | Kitsune of Metal God                                                  | 6:48         |
| 2.                  | «Iine!» (いいね!)                                  | Nakata Caos Mish-Mosh                                                 | 4:14         |
| 3.                  | «Uki Uki ★ Midnight» (ウ・キ・ウ・キ★ミッドナイト) | Ryu-metal Fuji-metal Nakata Caos Team-K                               | 3:26         |
| 4.                  | «Mischiefs of Metal Gods» (Kami Band instrumental) |                                                                       | 3:34         |
| 5.                  | «Rondo of Nightmare» (悪夢の輪舞曲)                | Yuyoyuppe                                                             | 4:30         |
| 6.                  | «Song 4» (4の歌)                                   | Black Babymetal                                                       | 4:28         |
| 7.                  | «Catch Me If You Can»                              | Edometal Narasaki                                                     | 5:54         |
| 8.                  | «Akatsuki» (紅月 -アカツキ-)                       | Nakametal Tsubometal                                                  | 6:53         |
| 9.                  | «Onedari Daisakusen» (おねだり大作戦)              | Nakata Caos Ryu-metal Fuji-metal Team-K                               | 3:28         |
| 10.                 | «Megitsune» (メギツネ)                             | Mk-metal Norimetal                                                    | 5:18         |
| 11.                 | «Doki Doki ☆ Morning» (ド・キ・ド・キ☆モーニング)  | Nakametal Norizō Motonari Murakawa                                    | 3:47         |
| 12.                 | «Gimme Chocolate!!» (ギミチョコ！！)               | Mk-metal Kxbxmetal Takeshi Ueda                                       | 5:02         |
| 13.                 | «Ijime, Dame, Zettai» (イジメ、ダメ、ゼッタイ)     | Nakametal Tsubometal Kxbxmetal Takemetal                              | 8:48         |
| 14.                 | «Headbangeeeeerrrrr!!!!!» (ヘドバンギャー！！)     | Edometal Nakametal Narasaki                                           | 8:28         |
| 15.                 | «Road of Resistance»                               | Kitsune of Metal God Mk-metal Kxbxmetal Mish-Mosh Norimetal Kyt-metal | 13:05        |
| Общая длительность: | Общая длительность:                                | Общая длительность:                                                   | 87:43        |

## Персоналии
Список взят из буклета Live in London: Babymetal World Tour 2014.
- Su-metal (Судзука Накамото) — основной и бэк-вокал, танцы
- Yuimetal (Юи Мидзуно) — основной и бэк-вокал, танцы
- Moametal (Моа Кикути) — основной и бэк-вокал, танцы

## Чарты
| Чарт (2015—2021)                                            | Наивысшая позиция |
| ----------------------------------------------------------- | ----------------- |
| Japanese Albums (Oricon)                                    | 256               |
| Japanese DVD (Oricon)                                       | 3                 |
| Japanese Music DVD (Oricon)                                 | 2                 |
| Japanese Blu-ray (Oricon)                                   | 1                 |
| Japanese Music Blu-ray (Oricon)                             | 1                 |
| Великобритания UK Music Video DVD (Official Charts Company) | 9                 |

| Чарт (2015)               | Наивысшая позиция |
| ------------------------- | ----------------- |
| Japanese DVD (Oricon)     | 2                 |
| Japanese Blu-ray (Oricon) | 1                 |

## История релизов
| Регион         | Дата            | Формат      | Лейбл                                     | Каталог               | Прим.  |
| -------------- | --------------- | ----------- | ----------------------------------------- | --------------------- | ------ |
| Япония         | 20 мая 2015     | Blu-ray DVD | BMD Fox Records Toy's Factory Amuse, Inc. | TFBQ-18167 TFXQ-78120 | [ 27 ] |
| Великобритания | 30 октября 2015 | Blu-ray DVD | earMusic                                  | EMU0210721 EMU0210722 | [ 28 ] |
| Япония         | 25 августа 2021 | LP          | BMD Fox Records Toy's Factory Amuse, Inc. | TFJC-38073/7          | [ 22 ] |